# Орехов (город)
Оре́хов (укр. Оріхів) — город в Пологовском районе Запорожской области Украины, административный центр Ореховской городской общины. До 2020 года был административным центром упразднённого Ореховского района, в котором составлял Ореховский городской совет.
Большей частью разрушен боями при вторжении России на Украину.

## Географическое положение
Город Орехов находится на левом берегу реки Конки — левого притока Днепра. Выше по течению на расстоянии в 2 км расположено село Малая Токмачка, ниже по течению на расстоянии в 1 км расположено село Новопавловка,
на противоположном берегу — село Преображенка.
Через город проходят: железная дорога Запорожье — Пологи (станция Ореховская) и автомобильные дороги Т-0803, Т-0812, Т-0815 и Т-0408.

## История

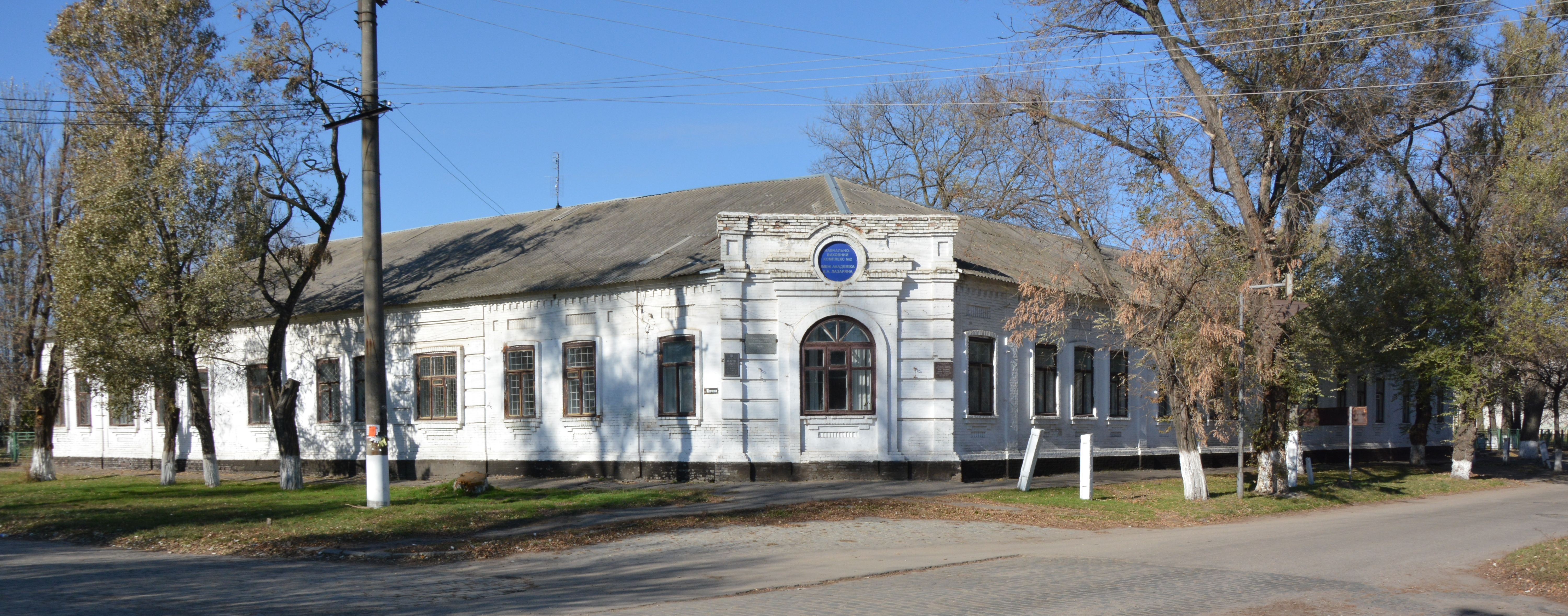
Бывшая женская гимназия в Орехове.

- В 1770 году на территории современной Запорожской области начинается строительство Днепровской укреплённой линии, благодаря чему было положено начало заселению края.
- Город Орехов основан был в 1783 году как слобода, которую заселили военные и строители Днепровской укрепительной линии. Существует несколько версий о происхождении названия города Орехова. Одна из версий говорит о том, что большинство переселенцев, которые располагались на берегу Конки, были выходцами из села Ореховка Полтавской губернии и в память о своей родине назвали новое поселение Ореховом. По другой версии, поселение было названо по имени балки, в которой росло много земляных орехов.
- Статус города Орехов получил в 1801 году, первым на территории современной Запорожской области. Одновременно Орехов был назначен центром Мариупольского уезда Новороссийской губернии Российской империи. В 1802 году Новороссийская губерния была ликвидирована, и Орехов стал центром Мелитопольского уезда Таврической губернии. Однако после пожара в Орехове, почти полностью разрушившего город, было принято решение перенести центр уезда в другой населённый пункт. По предложению графа Воронцова село Новоалександровку на реке Молочной переименовали в город Мелитополь и перенесли туда центр уезда[4].
- С декабря 1922 года город в составе Украинской ССР Советского Союза.
- Ореховский район был создан в марте 1923 года, согласно постановлению Всеукраинского центрального исполнительного комитета от 20 марта 1923 года «Об административно-территориальном делении Екатеринославщины». Центром его стал Орехов, который к тому времени был снова отнесён к разряду посёлков городского типа. В район вошли такие волости: Ореховская, Малотокмачанская, Белогорьевская и Преображенская. Со временем район охватывал 14 сельских советов, 69 населённых пунктов. В 1930-х годах население района составляло 37 050 человек, а земли — 69 509 десятин. Украинского населения было 93 %, русского — 3 %, евреев — 2 %, других национальностей — 2 %. На данном этапе Ореховский район — один из наиболее крупных в Запорожской области.
- В 1924—1925 учебном году, кроме существовавших шести начальных школ, работала семилетняя. Для неграмотных были организованы школы-ликбезы и дома-читальни. Большую роль в подготовке учителей сыграла педагогическая профшкола, созданная в 1925 году. С октября 1920 открылся сельскохозяйственный техникум, который назывался агротехнической школой. В 1930 году он был реорганизован в Ореховский агротехнический техникум. В 1936 году была полностью ликвидирована неграмотность среди взрослого населения, осуществлялось общее семилетнее образование и начался переход к среднему.
- В 1937 году открылся кинотеатр на 400 мест.
- В апреле 1958 года Ореховская, Жеребецкая и Малотокмачанская МТС были реорганизованы в Ореховскую ремонтно-техническую станцию, переименованную в 1961 году в Ореховское районное управление «Сельхозтехника».
- Одним из основных промышленных предприятий стал авторемонтный завод, основанный в 1937 году на базе межрайонной мастерской по ремонту сельскохозяйственной техники, завод занимался в основном ремонтом автомобилей и двигателей к ним. С 1951 года изменилась номенклатура изделий. Завод начал специализироваться на выпуске оснащения для животноводческих ферм (подвесных дорожек, кормозапарников и т. п.). Коренная реконструкция уже механического завода состоялась в конце 1950-х — начале 1960-х годов. Были запущены новые цеха, оснащённые самым современным на то время оборудованием, увеличился объём производства. С 1961 года мехзавод переименован в завод «Орсельмаш». Продукция завода пользовалась спросом как в нашей стране, так и за рубежом.
- Для быстрой подготовки кадров были созданы ЦИТы (центральные институты труда). Такой институт был создан и в Орехове, располагался он в помещении по ул. Карла Маркса (сегодня в этом помещении располагается консервный завод).
- В июле 1941 года в городе Орехов формируется 226-95 гвардейская стрелковая дивизия, в помещении нынешней СШ № 2 начал работать передвижной полевой госпиталь, возглавляемый главным врачом Центральной районной больницы В. М. Лукашевичем.
- 4 октября 1941 года Ореховский район был оккупирован фашистскими германскими войсками. Враг сразу начал расправы над мирным населением города Орехова[5]. В период оккупации вели работу подпольная группа и партизанский отряд, в городе действовала молодёжная группа «Щит».
- Город освобождали от гитлеровских германских войск советские войска в ходе Донбасской операции Южного фронта: 5-й ударной армии в составе: 31-го гв. ск (генерал-майор Утвенко, Александр Иванович) в составе: 4-й гв. сд (полковник Стецун, Иосиф Кузьмич), 34-й гв. сд (генерал-майор Брайлян, Филипп Васильевич)[5][6]. 19 сентября 1943 года передовой механизированный отряд во главе с Сухановым вошёл в город, и началась борьба за его освобождение. Бой длился до позднего вечера, фашистам пришлось отступить, город был освобождён. В последующие четыре дня район полностью был очищен от оккупантов.
- В 1961 году в городе открыта детская музыкальная школа.
- В 1972 году в честь 29-й годовщины освобождения города и района от немецко-фашистских захватчиков открыт краеведческий музей, который с 1993 года получил статус государственного.

### Вторжение России на Украину

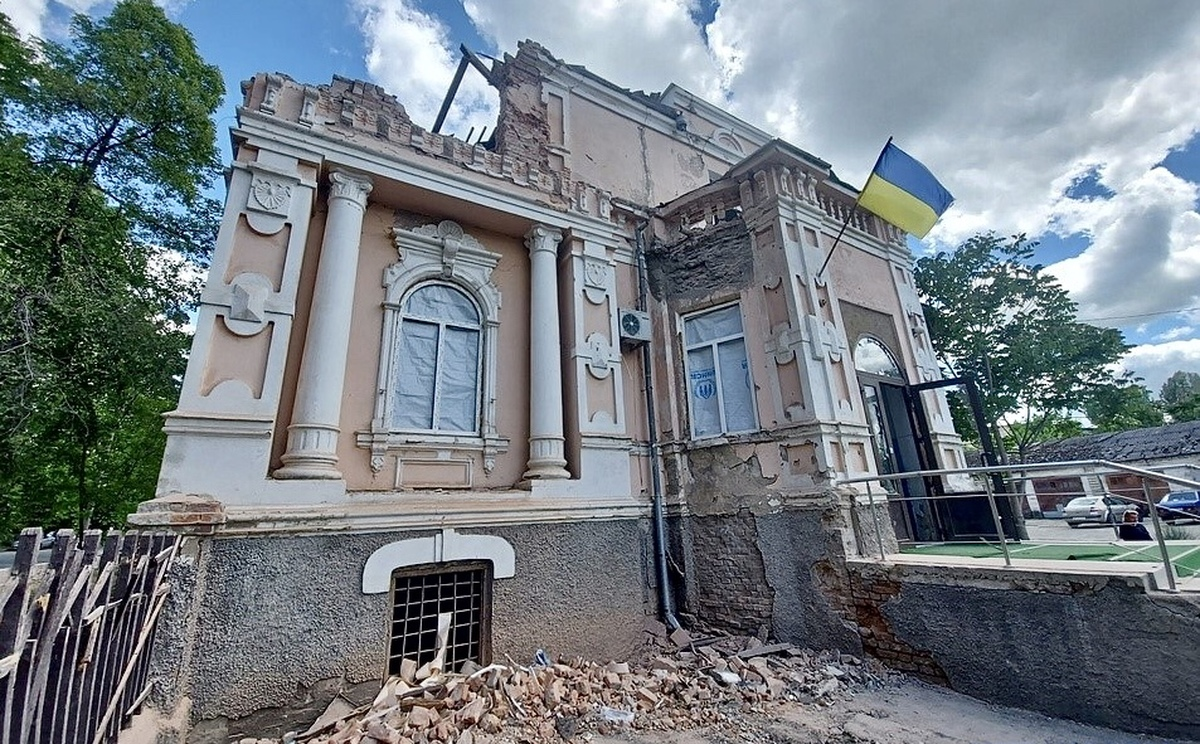
Здание Ореховского городского совета (усадьба Генриха Янцена XIX века), повреждённое обстрелом в мае 2022 года

В 2022 году в ходе вторжения России в Украину в окрестностях города идут бои между Вооружёнными силами России и Вооружёнными силами Украины.
По данным Управления ООН по координации гуманитарных вопросов, город сильно пострадал, но по состоянию на 17 августа 2022 года в нём оставались 6 тысяч человек.
По данным местных властей на май 2023 года, обстрелами и бомбардировками разрушено или повреждено почти 80 % домов Орехова.
На начало 2025 года население оценивается примерно в полторы тысячи человек.

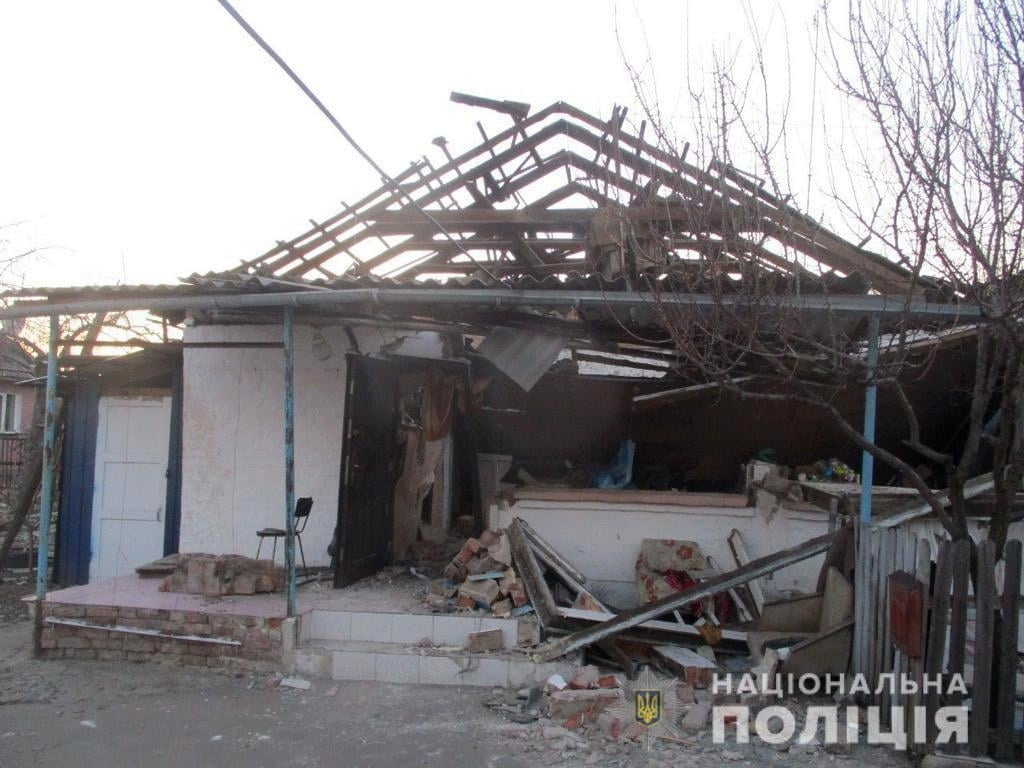
Частный дом
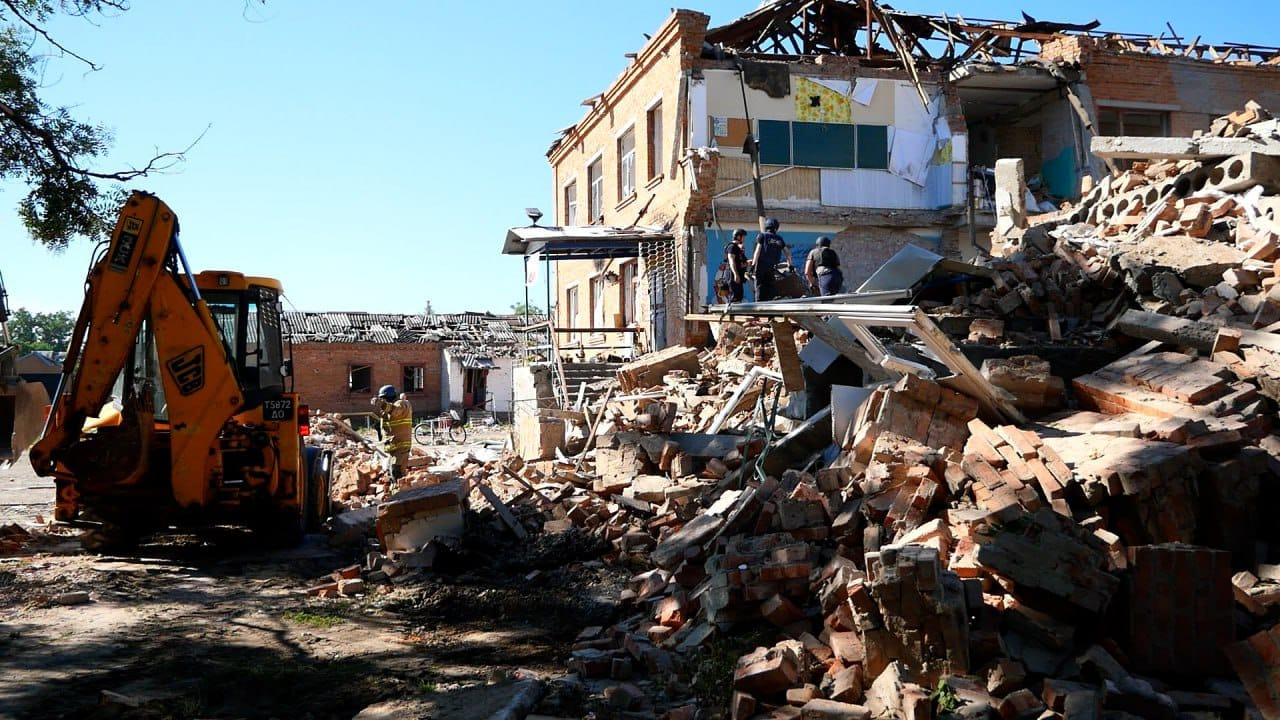
Школа
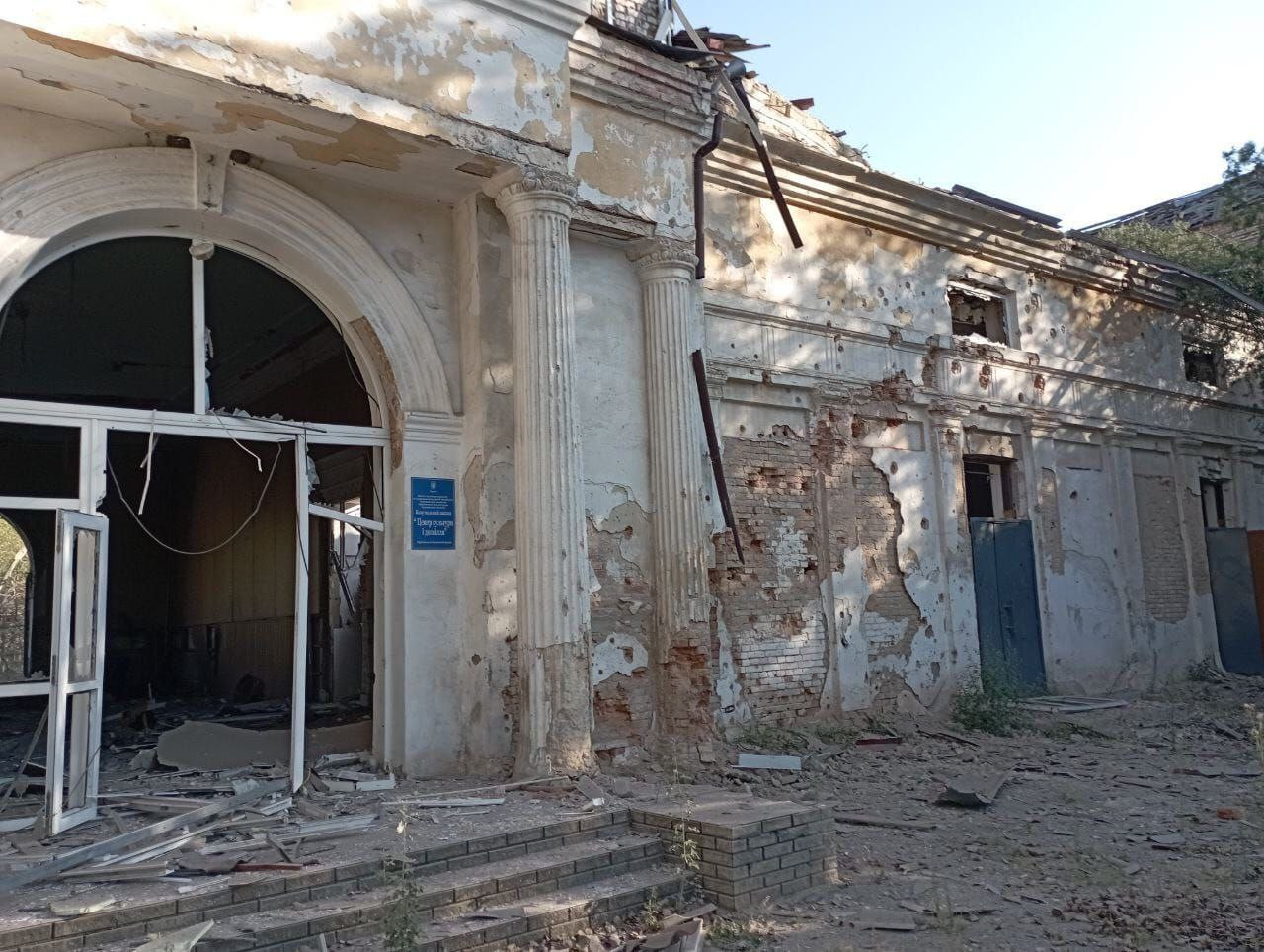
Историческое здание торговых рядов

## Население
По переписи 2001 года население составляло 17 986 человек.

### Языковой состав
Родной язык населения по данным переписи 1897 года:
| Язык                      | Численность, чел. | Доля     |
| ------------------------- | ----------------- | -------- |
| Украинский                | 4 223             | 70,44 %  |
| Идиш («еврейский»)        | 972               | 16,21 %  |
| Русский («великорусский») | 568               | 9,47 %   |
| Немецкий                  | 195               | 3,25 %   |
| Другие                    | 38                | 0,63 %   |
| Итого                     | 5 996             | 100,00 % |

По данным переписи 2001 года 90,23 % населения города указали украинский язык родным, 9,34 % — русский, 0,43 % — другие языки.

## Промышленность
Институт по производству разбрасывателей удобрений из-за оттока кадров и спада производства был закрыт. Государственный завод «Орсельмаш» в связи с тяжелой экономической ситуацией в Украине приостановил свою работу к концу 1990-х гг. На заводе было уникальное оборудование: зуборезные станки, линия из шести 1000-тонных чеканочных прессов.
Из-за вторжения России в Украину и активных боевых действий в районе Орехова предприятия остановили своё производства. Частично здания «Ореховсельмаш» пострадали от обстрелов российской артиллерии.

## Уроженцы и известные жители
- В городе родился В. А. Лазарян — советский учёный-механик.
- В 1929—1935 годах в городе служил священник Иоанн (Блюмович).
- Приходько, Иван Прокофьевич — уроженец города, Герой Советского Союза.
- Глущенко, Андрей Александрович — украинский футболист
- Дудка Валерий Александрович — советский и украинский футболист